# Centro de Pesquisa John H. Glenn

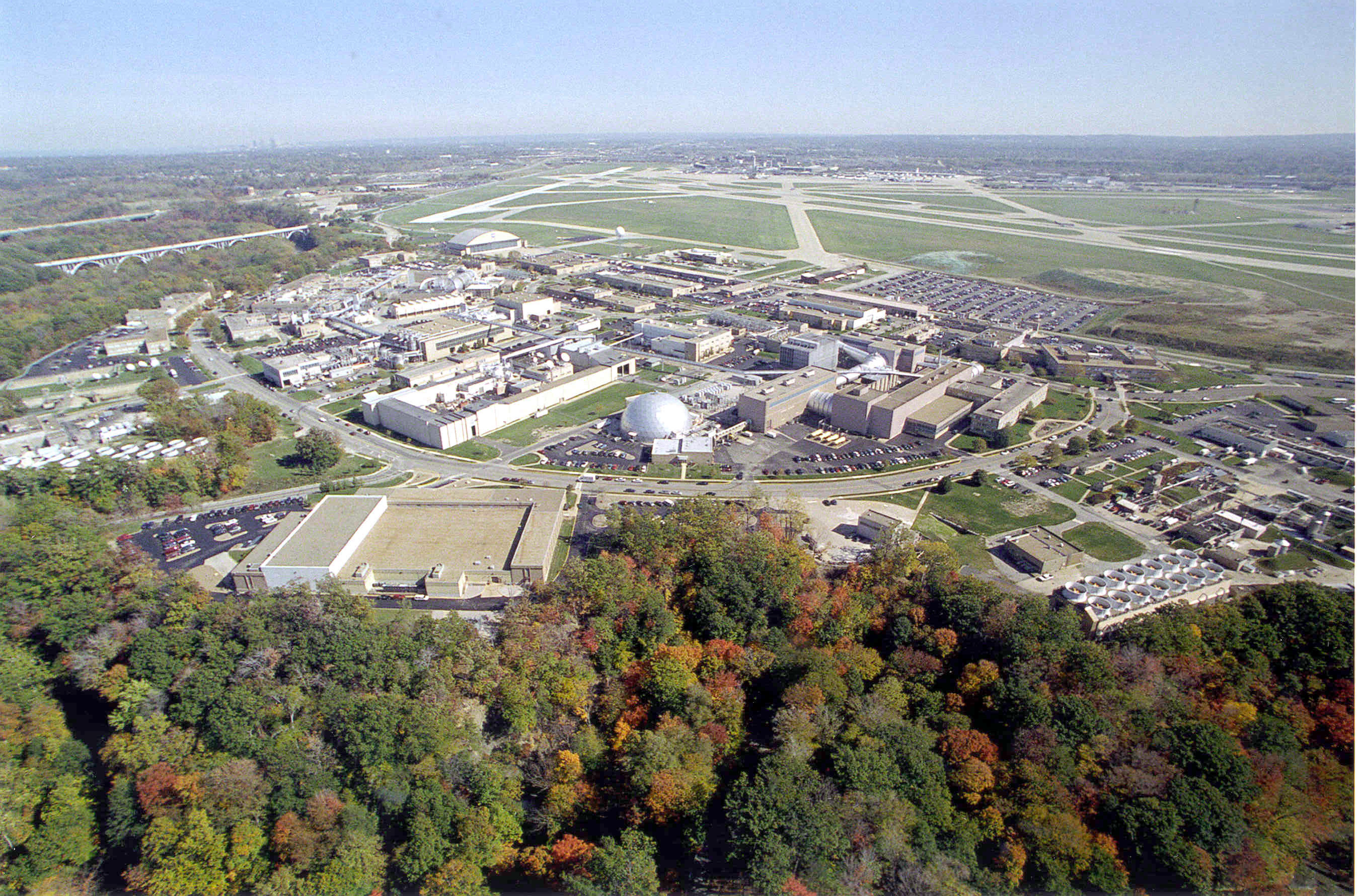
Imagem aérea do centro.

O Centro de Pesquisa John H. Glenn é um centro de pesquisa da NASA localizado nas cidades de Brook Park, Cleveland e Fairview Park, no estado de Ohio.